# Saint-Ulric
Saint-Ulric (AFI: /sɛ̃tylʁik/), antiguamente Matane, Saint-Ulric-de-Matane, Tessierville, Rivière-Blanche y Saint-Ulric-de-Rivière-Blanche, es un municipio perteneciente a la provincia de Quebec en Canadá. Es ubicado en el municipio regional de condado (MRC) de La Matanie en la región administrativa de Bas-Saint-Laurent.

## Geografía

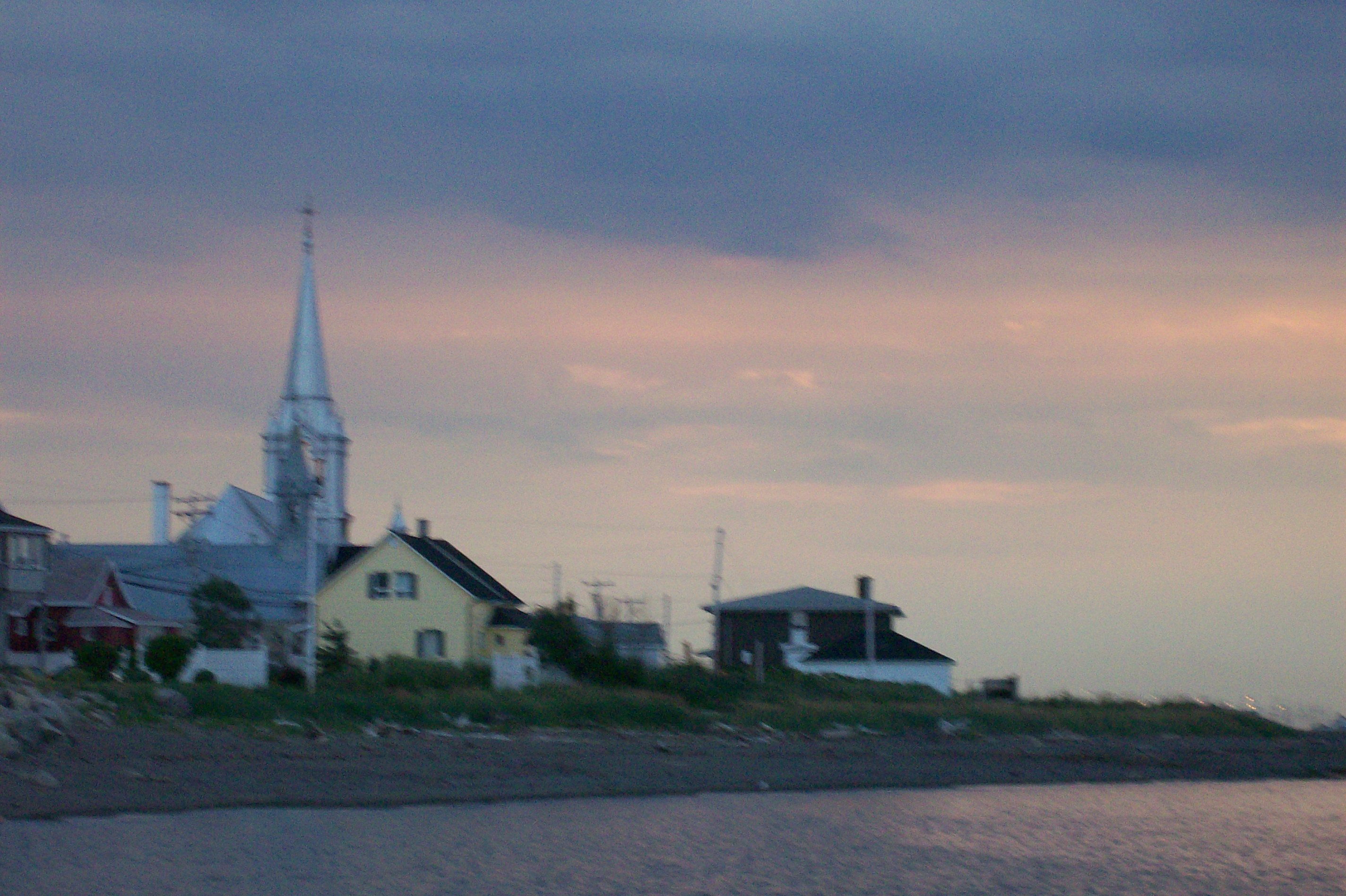
Puesta del sol en Saint-Ulric

Saint-Ulric se encuentra en la costa sur del estuario de Saint-Laurent, 18 kilómetros al suroeste de Matane. Limita al noreste con Matane, al sureste con Saint-Léandre, al suroeste con Saint-Damase, al oeste con Baie-des-Sables y al norte con el estuario.  Su superficie total es de 121,88 km², de los cuales 120,20 km² son tierra firme. Les ríos  Tartigou, la  Blanche y Petite Blanche bañan el territorio. Los principales estanques son los lagos Blanc (Blanco), Minouche, des Îles y des Cabourons.

## Urbanismo
La superficie del pueblo de Saint-Ulric es de 2,5 km². La avenue Ulric-Tessier atraviesa el pueblo. La avenue du Centenaire ( QC 132 ) es una carretera nacional que une la población a Matane al este y a Sainte-Flavie al oeste Saint-Ulric forma parte del área metropolitana de Matane.

## Historia
Los primeros habitantes se establecieron en 1844 en la población que llmaron Rivière-Blanche. La parroquia católica de Saint-Ulric-de-Matane, honrando san Ulric y recordando Ulric-Joseph Tessier, señor y diputado, fue creado en 1857 por separación de las parroquias de Matane y de Saint-Damase. Así, los habitantes llamaban la localidad generalmente Rivère-Blanche o Saint-Ulric-de-Rivière-Blanche. El municipio de cantón de Matane fue instituido en 1860. Mismo año, la oficina de correos de Tessierville abrió. En 1911, la oficina de correos cambió su nombre para el de Saint-Ulric. El municipio de pueblo de Saint-Ulric fue creado en 1921 por separación del cantón de Matane. En 1981, el municipio de cantón de Matane cambió su estatus y nombre para municipio de parroquia de Saint-Ulric-de-Matane. En enero de 2000, los municipios de pueblo de Saint-Ulric y de parroquia de Saint-Ulric-de-Matane fusionaron para formar el nuevo municipio de Rivière-Blanche. En noviembre de mismo año, el nuevo municipio cambió su nombre para el de Saint-Ulric.

## Política
Saint-Ulric está incluso en el MRC de La Matanie. El consejo municipal se compone del alcalde y de seis consejeros sin división territorial. El alcalde actual (2016) es Serge Gendron, que sucedió a Pierre Thibodeau.
|            | 2005-2009                                    | 2009-2013 | 2013-2017                                                                                       |
| Alcalde    | .                                            | Pierre Thibodeau | Pierre Thibodeau* Serge Gendron**                                                               |
| Consejeros | Mario Chouinard Manon Gauthier Mario Ratté . | Roger Collin Mario Chouinard Suzanne Dastous* Gaétan Durette Jean-Claude Gagné** Manon Gauthier* Patrice Gauthier Serge Gendron Maruis Lavoie** | Annie Bernier Denis Castonguay Denis Desrosiers Patrice Gauthier Pierre Lagacé Sylvie Pelletier |

* Al inicio del termo pero no al fin.  ** Al fin del termo pero no al inicio.  # En el partido del alcalde (2013).
El territorio de Saint-Ulric está ubicado en la circunscripción electoral de Matane-Matapédia a nivel provincial y de Avignon—La Mitis—Matane—Matapédia a nivel federal.

## Demografía
Según el censo de Canadá de 2011, Saint-Ulric contaba con 1642 habitantes. La densidad de población estaba de 13,6 hab./km². Entre 2006 y 2011 hubo una disminición de 54 habitantes (3,2 %). En 2011, el número total de inmuebles particulares era de 912, de los cuales 742 estaban ocupados por residentes habituales, otros siendo en mayor parte residencias secundarias. El pueblo de Saint-Ulric contaba con 623 habitantes, o 37,9 % de la población del municipio, en 2011.
Evolución de la población total, 1991-2015

## Economía
La agricultura y el veraneo son las principales actividades económicas locales.

## Cultura
El museo de la Gare de la Rivière Blanche fue operado al fin de los años 1990 en la estación de la Rivière-Blanche. El museo cerró y el edificio fue trasladado a Mont-Joli.